# Parlamentswahl in Indien 2014
Bei der Parlamentswahl in Indien 2014 wurde die Lok Sabha, das Unterhaus für das gesamtindische Parlament, gewählt. Die Wahl fand über mehrere Wahltermine verteilt vom 7. April 2014 bis zum 12. Mai 2014 statt. Gewählt wurden insgesamt 543 Abgeordnete in Einzelwahlkreisen nach dem relativen Mehrheitswahlrecht. Knapp 815 Millionen Inder waren wahlberechtigt, mehr Wähler, als die gesamte Europäische Union, die Vereinigten Staaten und Russland zusammen an Wählern haben. Nach der Stimmenauszählung am 16. Mai 2014 zeigte sich ein erdrutschartiger Sieg der Bharatiya Janata Party (BJP) und der von ihr angeführten Parteienkoalition National Democratic Alliance (NDA). Die Kongresspartei, die bisher die Regierung führte, erzielte das schlechteste Ergebnis aus allen gesamtindischen Wahlen der letzten 60 Jahre. Die Wahlbeteiligung war mit 66,4 % höher als bei Wahlen in der Vergangenheit.
Parallel zur gesamtindischen Wahl fanden auch die Wahlen zu den Vidhan Sabhas, d. h. den Regionalparlamenten der Bundesstaaten Andhra Pradesh, Arunachal Pradesh, Odisha und Sikkim statt.

## Vorgeschichte
Die indische Verfassung sieht vor, dass das Unterhaus des Parlaments, die Lok Sabha, alle fünf Jahre neu gewählt werden muss. Die letzte Wahl fand im April/Mai 2009 statt. Die damalige Wahl hatte die Parteienkoalition United Progressive Alliance (UPA) unter Führung der Kongresspartei gewonnen. Die Opposition bestand aus der hindunationalistischen Bharatiya Janata Party (BJP) und ihren Verbündeten, die sich in der National Democratic Alliance (NDA) gesammelt hatten, sowie den linksgerichteten Parteien der sogenannten Third Front und Fourth Front. Nach den Wahlen bildete der damals schon 76-jährige Wirtschaftsprofessor Manmohan Singh eine Koalitionsregierung unter Führung der Kongresspartei.
Seit dieser letzten Wahl kam es zu Verschiebungen der Machtverhältnisse. Die UPA verlor 2012/2013 durch den Austritt zweier Koalitionspartner, des All India Trinamool Congress und der Dravida Munnetra Kazhagam, ihre Parlamentsmehrheit und war seitdem auf die Duldung durch die Samajwadi Party und die Bahujan Samaj Party angewiesen. Bei den Wahlen auf Bundesstaatsebene ergab sich ein gemischtes Bild: Die Kongresspartei verteidigte eine Reihe von Bundesstaaten, verlor aber die Wahlen in Goa (2012), Delhi und Rajasthan (beide 2013) gegen die BJP. Die BJP verteidigte ihrerseits Gujarat (2012), Madhya Pradesh und Chhattisgarh (beide 2013), verlor aber Uttarakhand, Himachal Pradesh (beide 2012) und ihre südliche Hochburg Karnataka (2013) an die Kongresspartei. Die als wichtig angesehene Wahl in Indiens größtem Bundesstaat Uttar Pradesh (2012) ging dagegen sowohl für die Kongresspartei als auch für die BJP enttäuschend aus. Die Präsidentschaftswahl am 19. Juli 2012 wurde wesentlich aufgrund Uneinigkeit der Opposition vom Kandidaten der Kongresspartei Pranab Mukherjee gewonnen.

## Wahlkampfthemen
Hauptwahlkampfthemen waren das sich verlangsamende Wirtschaftswachstum und die Preissteigerung. Hatte Indien in den Jahren 2004 bis 2008 noch jährliche Wachstumsraten von ungefähr 8 Prozent und mehr aufzuweisen, schwächte sich das Wachstum im Jahr 2013 auf weniger als 5 Prozent ab. Von westlichen Beobachtern wurden Defizite beim Ausbau und Erhaltung der indischen Infrastruktur sowie eine ineffiziente Bürokratie als Wachstumshindernisse genannt. Die Inflationsrate erreichte kurz vor den Wahlen 8,3 Prozent. Vor allem die Steigerung der Lebensmittel- und Spritpreise machte sich für viele Haushalte schmerzhaft bemerkbar. Der Spitzenkandidat der BJP, Narendra Modi, setzte im Wahlkampf vor allem auf das Wirtschaftsthema und versuchte so auch Wähler zu erreichen, die ansonsten nicht der BJP nahestehen. Aufgrund des wirtschaftlichen Aufschwungs im Bundesstaat Gujarat, den er seit 2001 regierte, gelang es Modi, sich als „Mann der Entwicklung“ (vikas purush) zu profilieren. Dagegen vermied die BJP im Wahlkampf klassische Hindutva-Themen wie den Bau des Ram-Janmabhumi-Tempels anstelle der von Hindu-Fundamentalisten zerstörten Babri-Moschee in Ayodhya. Dadurch versuchte Modi, das negative Image aufzupolieren, das ihm wegen seiner möglichen Mitverantwortung für die anti-muslimischen Pogrome 2002 in Gujarat anhing.
Ein weiteres wichtiges Thema im Wahlkampf war die Korruption, die ein schwerwiegendes Problem in der politischen Klasse Indiens darstellt. Die Kongresspartei hatte mit einer Reihe von Korruptionsskandalen um die UPA-Regierung zu kämpfen. Der größte Fall drehte sich 2010 um die Vergabe von Mobilfunklizenzen durch den Telekommunikationsminister A. Raja. Die BJP versuchte im Wahlkampf die Skandale der Kongress-Regierung auszuschlachten, war aber ihrerseits auch in Korruptionsfälle verwickelt, etwa 2011 in einen Skandal um illegalen Bergbau im Bundesstaat Karnataka. Ein Problem, das alle Parteien betraf, waren kriminelle Machenschaften von Politikern. Nach Angaben von unabhängigen kritischen Beobachtern waren gegen etwa 30 Prozent aller Kandidaten bei der aktuellen Wahl Strafverfahren anhängig. In 13 Prozent davon handelte es sich um gravierende Tatbestände wie Mord, Mordversuch, Vergewaltigung, Raub, Erpressung oder Entführung. Auch gegen 162 der 543 Lok-Sabha-Abgeordneten liefen im Jahr 2009 Strafverfahren, in 75 Fällen handelte es sich um schwerwiegende Anklagen. Der Wunsch nach einer „sauberen“ Politik war dementsprechend groß. Im Jahr 2011 bildete sich unter der Führung des Aktivisten Anna Hazare indienweit eine außerparlamentarische Massenbewegung gegen Korruption. Aus einem Teil dieser Bewegung ging die Aam Aadmi Party (AAP) hervor, die bei ihrer ersten Teilnahme an Wahlen 2013 im Hauptstadtterritorium Delhi auf Anhieb zweitstärkste Kraft wurde und kurzzeitig eine Minderheitsregierung bildete. Im Wahlkampf für die gesamtindische Parlamentswahl versuchte sich die indienweit antretende AAP als Alternative zu den bestehenden Parteien zu positionieren.
Ein innenpolitisches Dauerthema waren Diskussionen um die Gründung des Bundesstaates Telangana. 2013 beschloss die indische Regierung, den anhaltenden Forderungen aus der Telangana-Region nachzukommen und Telangana mit Wirkung zum Juni 2014 als eigenen Bundesstaat aus Andhra Pradesh zu lösen. Die Entscheidung löste in Rest-Andhra-Pradesh politische Verwerfungen aus und führte zum Rücktritt der Kongress-Regierung Andhra Pradeshs und einer Spaltung innerhalb der Partei. Im Wahlkampf für die Lok-Sabha-Wahlen war die Telangana-Frage in Andhra Pradesh das beherrschende Thema.

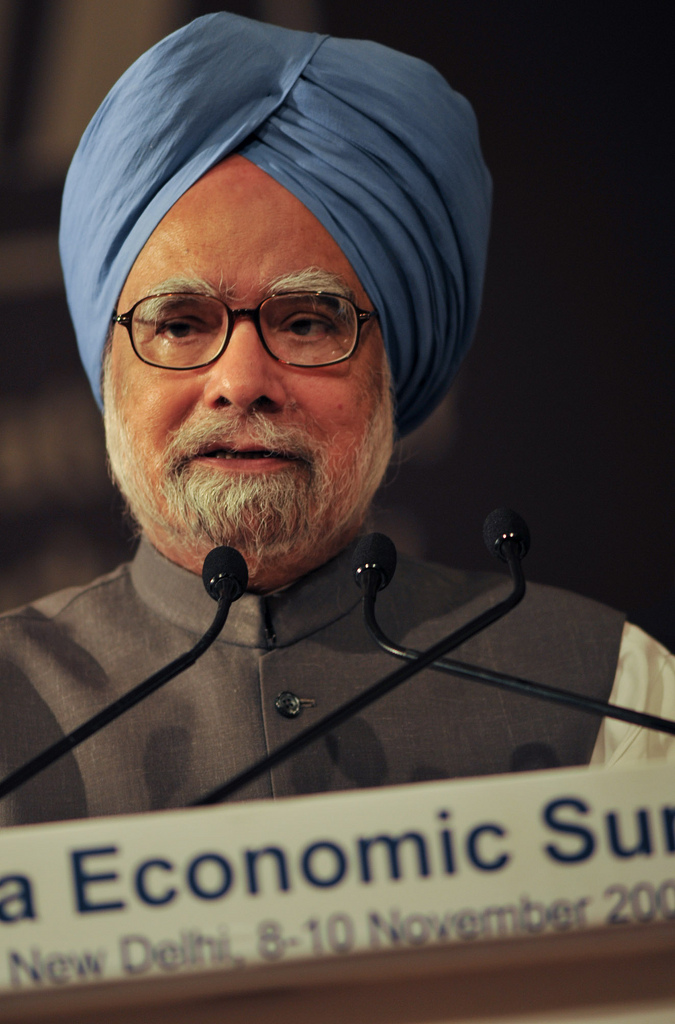
Premierminister Manmohan Singh (Kongresspartei) erklärte im Januar 2014, dass er nicht mehr für eine dritte Amtszeit zur Verfügung stehe
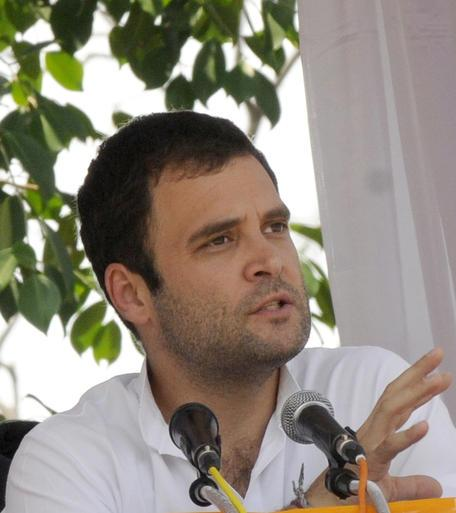
Rahul Gandhi, Führer der Wahlkampfkampagne der Kongresspartei
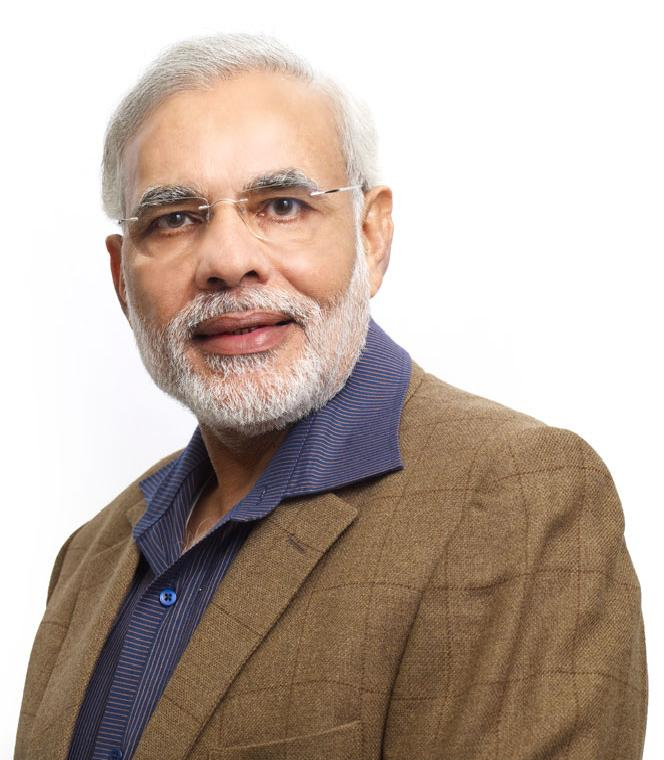
Narendra Modi, Kandidat der BJP für den Posten des Premierministers
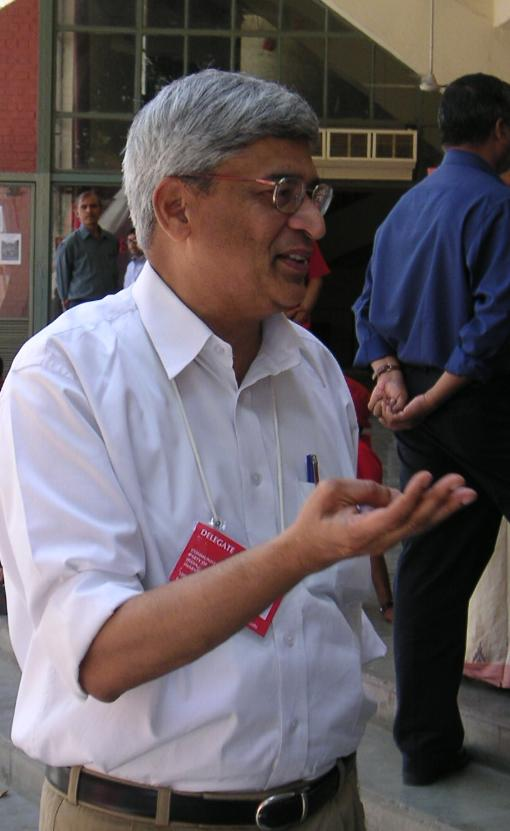
Prakash Karat, Generalsekretär der Kommunistischen Partei Indiens (Marxisten)

## Parteienkoalitionen

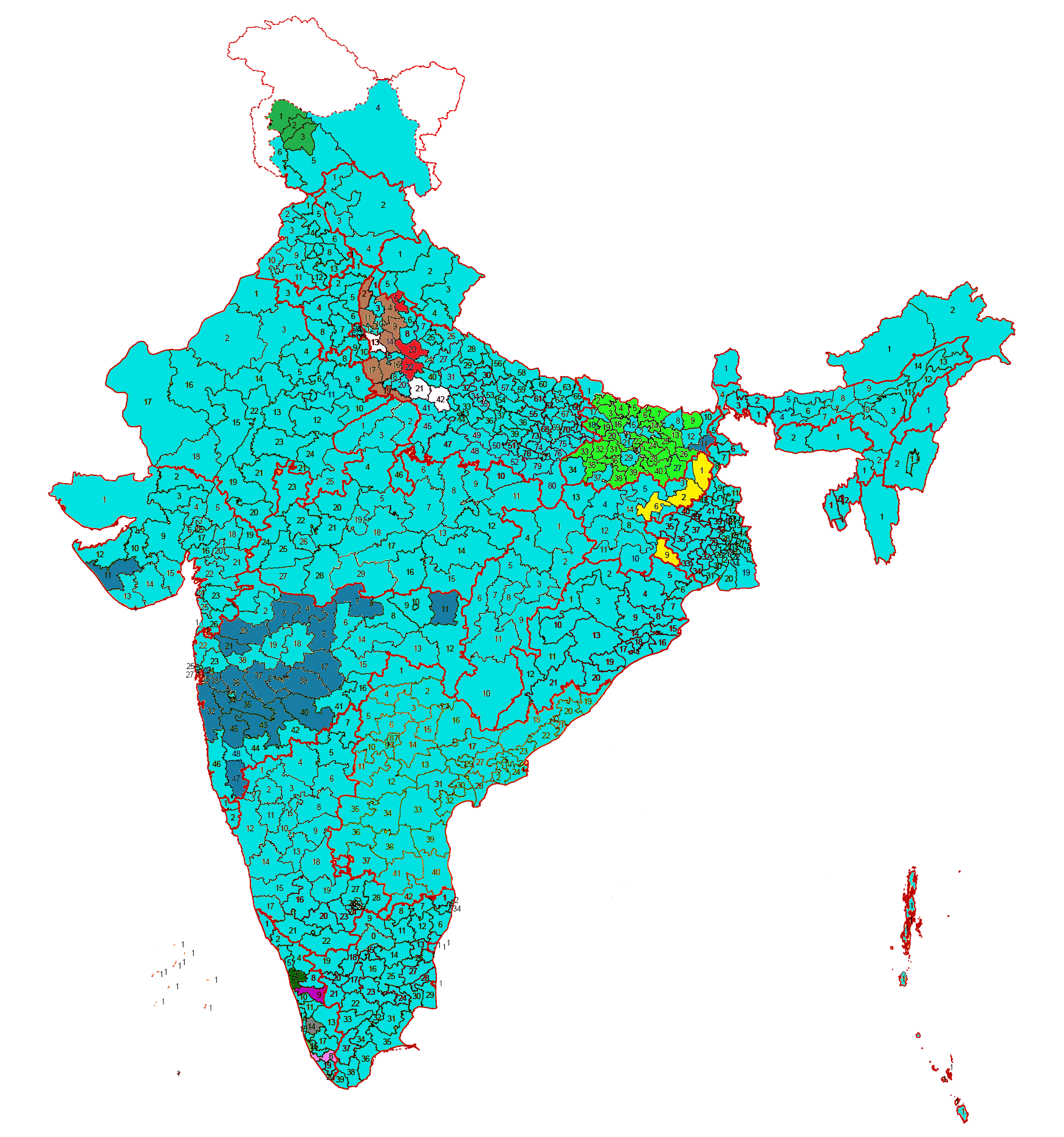
Kandidaten der UPA. In 540 der 543 Wahlkreise trat ein Kandidat der UPA an. Um konkurrierende Doppelkandidaturen zu vermeiden, hatten sich die UPA-Parteien auf einen gemeinsamen Kandidaten pro Wahlkreis geeinigt.
In den Wahlkreisen UP-21 (Mainpuri) und UP-42 (Kannauj) verzichtete die UPA auf die Aufstellung von Kandidaten, da dies die Wahlkreise von Mulayam Singh Yadav und Dimple Yadav von der Samajwadi Party (SP) sind. Im Gegenzug verzichtete die SP auf die Aufstellung von Kandidaten in den Wahlkreisen von Sonia Gandhi (UP-36, Rae Bareli) und Rahul Gandhi (UP-37, Amethi).

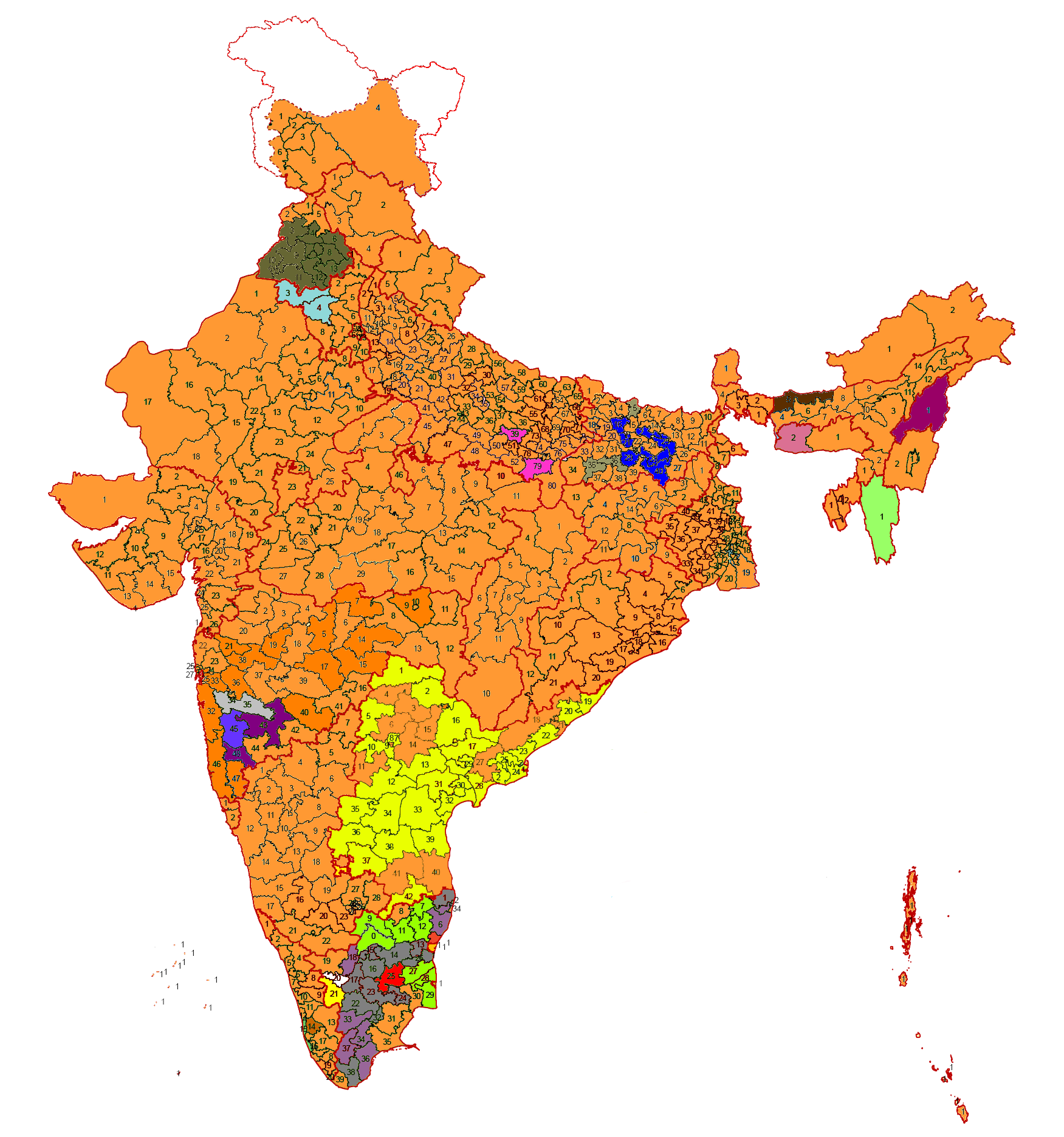
Kandidaten der NDA. In jedem der 543 Wahlkreise trat ein Kandidat der NDA an. Auch hier hatten sich die NDA-Parteien auf einen gemeinsamen Kandidaten pro Wahlkreis geeinigt.

Kandidaten der beiden großen Kommunistischen Parteien traten in 164 Wahlkreisen an:

Bei der Wahl standen sich (ähnlich wie schon 2009) mehrere große Parteienbündnisse gegenüber. Das relative Mehrheitswahlrecht fördert die Bildung solcher Wahlbündnisse. Neben den beiden großen Parteien Kongresspartei und BJP traten die meisten anderen Parteien nur in einem oder wenigen Bundesstaaten an. Ausnahmen waren die beiden kommunistischen Parteien und auch die neu gegründete Aam Aadmi Party.

### United Progressive Alliance (UPA)
Die Kongresspartei wählte am 17. Januar 2014 Rahul Gandhi, den Sohn Sonia Gandhis, zum Führer des Wahlkampfs. Er wurde jedoch ausdrücklich nicht zum Kandidaten für den Premierminister-Posten nominiert. Er erklärte, dass die Abgeordneten der neu gewählten Lok Sabha den Premierminister zu wählen hätten, schloss aber eine eigene Kandidatur ausdrücklich nicht aus.
Die wichtigsten Verbündeten der Kongresspartei waren die programmatisch verwandte Nationalist Congress Party (NCP) mit Schwerpunkt in Maharashtra, die Rashtriya Janata Dal (RJD) in Bihar, Rashtriya Lok Dal (RLD) im westlichen Uttar Pradesh und die National Conference (JKNC) in Jammu und Kashmir. Zwischen Kongresspartei und NCP kam es zu einer Übereinkunft, nach der der NCP in Maharashtra 26 der 48 Wahlkreise und in Gujarat einer von 26 Wahlkreisen reserviert wurden. Die 40 Wahlkreise von Bihar wurden in einem gemeinsamen Abkommen zwischen Kongresspartei, NCP und RJD aufgeteilt: 27 für RJD, 12 für die Kongresspartei und einer für die NCP. Der RLD wurden seitens der Kongresspartei 8 Wahlkreise in Uttar Pradesh reserviert. In Jharkhand überließ die Kongresspartei der verbündeten Jharkhand Mukti Morcha vier Wahlkreise.

### National Democratic Alliance (NDA)
Die BJP nominierte am 13. September 2013 Narendra Modi zu ihrem Kandidaten für das Amt des Ministerpräsidenten.
Die wichtigsten Verbündeten der BJP waren Shiv Sena in Maharashtra, Shiromani Akali Dal im Punjab, die drei Tamilen-Parteien Desiya Murpokku Dravida Kazhagam (DMDK), Pattali Makkal Katchi (PMK) und Marumalarchi Dravida Munnetra Kazhagam (MDMK) in Tamil Nadu sowie die Telugu Desam Party (TDP) in Andhra Pradesh. Shiv Sena, die deutlich extremere Hindu-nationalistische Standpunkte als die BJP vertritt und Shiromani Akali Dal, die als nationalistische Sikh-Partei traditioneller Gegner der Kongresspartei im Punjab ist, waren gewissermaßen natürliche Alliierte der BJP. Bei den anderen Parteien war dies nicht der Fall. Telugu Desam trat bei der letzten Wahl 2009 als Teil der linksgerichteten Third Front an und schloss erst kurz vor dem Beginn der jetzigen Wahl nach nicht spannungsfreien Verhandlungen ein Abkommen mit der BJP, nach dem sich beide auf gemeinsame Kandidaten in Andhra Pradesh einigten. Die BJP, die in den letzten beiden gesamtindischen Wahlen 2004 und 2009 keinen einzigen Wahlkreis in Andhra Pradesh gewinnen konnte, stellte Kandidaten in 12 der 42 Wahlkreise von Andhra Pradesh (acht davon in Telangana), in den restlichen 30 traten Kandidaten der TDP an. In Tamil Nadu schloss die BJP ein Wahlbündnis mit fünf Tamilenparteien, darunter MDMK, PMK und DMDK, nach dem die DMDK in 14 Wahlkreisen kandidiert, die BJP und PMK in jeweils acht und die MDMK in sieben. Zwei weitere der insgesamt 39 Wahlkreise sind für Kleinstparteien (KMDK – Kongunadu Makkal Desia Katchi und IJK – Indhiya Jananayaka Katchi) reserviert. Auch MDMK und PMK waren bei der letzten Wahl 2009 im Rahmen der Third Front angetreten, während DMDK sich keiner Koalition angeschlossen hatte.

### Kommunistische und andere Parteien des linken politischen Spektrums
Mehrere Linksparteien der ehemaligen sogenannten Third Front bekräftigten am 25. Februar 2014 ihr Zusammengehen im Wahlkampf, ohne einen einheitlichen Spitzenkandidaten zu benennen. Allerdings kam es landesweit nicht überall zu Wahlkampfabsprachen, so dass sich in mehreren Wahlkreisen verschiedene Kandidaten von Linksparteien gegenüberstanden. In Westbengalen kam es zur Absprache innerhalb der Left Front, die die Kommunistische Partei (Marxisten) (CPM)), die Kommunisten (CPI), die Revolutionary Socialist Party (RSP) und den All India Forward Bloc (AIFB) umfasste. Die 42 bengalischen Wahlkreise wurden nach dem Schlüssel CPM 32 : CPI 3 : AIFB 3 : RSP 4 aufgeteilt. Auch in Tripura trat ein Linksbündnis unter Führung der CPM an. In Kerala formierte sich die Left Democratic Font unter Führung der beiden kommunistischen Parteien und anderer Linksparteien.
| Koalition                          | Parteien                                  | Bundesstaaten                                   |
| ---------------------------------- | ----------------------------------------- | ----------------------------------------------- |
| United Progressive Alliance (UPA)  | Indischer Nationalkongress                | landesweite Partei                              |
| United Progressive Alliance (UPA)  | Rashtriya Janata Dal                      | Bihar                                           |
| United Progressive Alliance (UPA)  | Nationalist Congress Party                | landesweite Partei, hauptsächlich Maharashtra   |
| United Progressive Alliance (UPA)  | Rashtriya Lok Dal                         | Uttar Pradesh                                   |
| United Progressive Alliance (UPA)  | Jammu & Kashmir National Conference       | Jammu und Kashmir                               |
| United Progressive Alliance (UPA)  | Jharkhand Mukti Morcha                    | Jharkhand                                       |
| United Progressive Alliance (UPA)  | Indian Union Muslim League                | Kerala                                          |
| United Progressive Alliance (UPA)  | Kerala Congress (Mani)                    | Kerala                                          |
| United Progressive Alliance (UPA)  | Revolutionary Socialist Party             | Kerala                                          |
| United Progressive Alliance (UPA)  | Mahan Dal                                 | Uttar Pradesh                                   |
| National Democratic Alliance (NDA) | Bharatiya Janata Party                    | landesweite Partei                              |
| National Democratic Alliance (NDA) | Telugu Desam Party                        | Andhra Pradesh                                  |
| National Democratic Alliance (NDA) | Shiv Sena                                 | Maharashtra                                     |
| National Democratic Alliance (NDA) | Desiya Murpokku Dravida Kazhagam          | Tamil Nadu                                      |
| National Democratic Alliance (NDA) | Shiromani Akali Dal                       | Punjab                                          |
| National Democratic Alliance (NDA) | Pattali Makkal Katchi                     | Tamil Nadu                                      |
| National Democratic Alliance (NDA) | Marumalarchi Dravida Munnetra Kazhagam    | Tamil Nadu                                      |
| National Democratic Alliance (NDA) | Lok Janshakti Party                       | Bihar                                           |
| National Democratic Alliance (NDA) | Rashtriya Lok Samta Party                 | Bihar                                           |
| National Democratic Alliance (NDA) | Indhiya Jananayaga Katchi                 | Tamil Nadu                                      |
| National Democratic Alliance (NDA) | Kongunadu Munnetra Kazhagam               | Tamil Nadu                                      |
| National Democratic Alliance (NDA) | All India N. R. Congress                  | Puducherry                                      |
| National Democratic Alliance (NDA) | Republican Party of India (Athvale)       | Maharashtra                                     |
| National Democratic Alliance (NDA) | Swabhimani Paksha                         | Maharashtra                                     |
| National Democratic Alliance (NDA) | Rashtriya Samaj Paksha                    | Maharashtra                                     |
| National Democratic Alliance (NDA) | Revolutionary Socialist Party (Bolshevik) | Kerala                                          |
| National Democratic Alliance (NDA) | Kerala Congress (Nationalist)             | Kerala                                          |
| National Democratic Alliance (NDA) | Haryana Janhit Congress                   | Haryana                                         |
| National Democratic Alliance (NDA) | National People’s Party                   | Meghalaya                                       |
| National Democratic Alliance (NDA) | Naga People’s Front                       | Nagaland                                        |
| National Democratic Alliance (NDA) | Maharashtrawadi Gomantak Party            | Goa                                             |
| National Democratic Alliance (NDA) | Gorkha Janmukti Morcha                    | Westbengalen                                    |
| Andere (Auswahl)                   | Communist Party of India (Marxist)        | landesweite Partei                              |
| Andere (Auswahl)                   | Communist Party of India                  | landesweite Partei                              |
| Andere (Auswahl)                   | Samajwadi Party                           | Uttar Pradesh                                   |
| Andere (Auswahl)                   | Biju Janata Dal                           | Odisha                                          |
| Andere (Auswahl)                   | Janata Dal (United)                       | Bihar                                           |
| Andere (Auswahl)                   | Janata Dal (Secular)                      | Karnataka                                       |
| Andere (Auswahl)                   | All India Forward Bloc                    | Westbengalen                                    |
| Andere (Auswahl)                   | Jharkhand Vikas Morcha                    | Jharkhand                                       |
| Andere (Auswahl)                   | Aam Aadmi Party                           | landesweite Partei                              |
| Andere (Auswahl)                   | All India Anna Dravida Munnetra Kazhagam  | Tamil Nadu                                      |
| Andere (Auswahl)                   | All India Trinamool Congress              | Westbengalen                                    |
| Andere (Auswahl)                   | Bahujan Samaj Party                       | landesweite Partei, hauptsächlich Uttar Pradesh |
| Andere (Auswahl)                   | Dravida Munnetra Kazhagam                 | Tamil Nadu                                      |
| Andere (Auswahl)                   | YSR Congress Party                        | Andhra Pradesh                                  |

## Wahlmodus

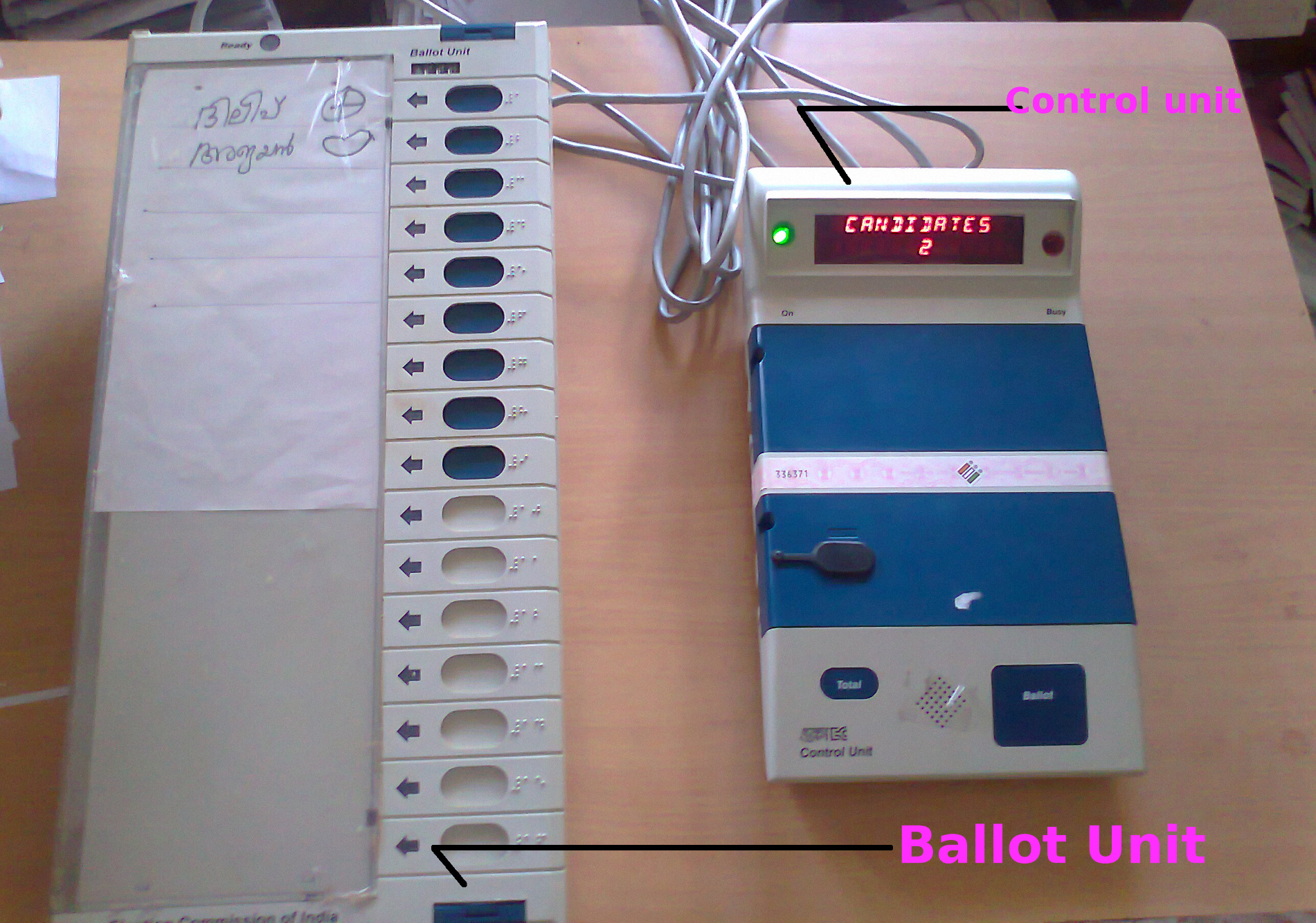
Eine elektronische Wahlmaschine, wie sie bei der Wahl zur Anwendung kam. Links die Tastatur zur Stimmabgabe, rechts die Zähleinheit außerhalb der Wahlkabine über die Zahl der insgesamt abgegebenen Stimmen.

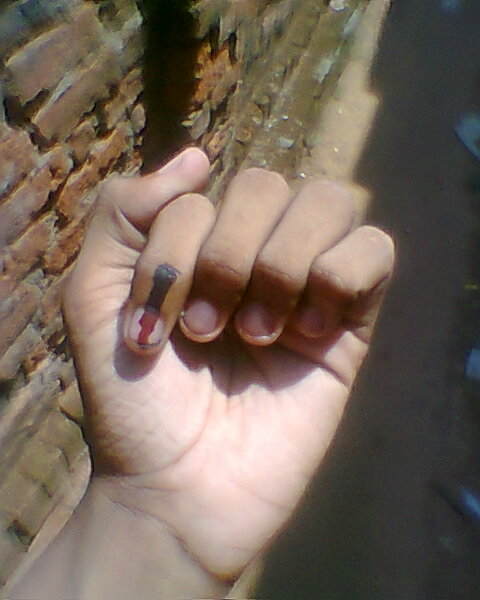
Markierung mit Tinte nach der Stimmabgabe

Die Wahl fand in 543 Einzelwahlkreisen nach dem relativen Mehrheitswahlrecht statt, d. h., es gab nur einen Wahlgang und der Kandidat mit der höchsten Stimmenzahl gewann den Wahlkreis. Die Wahl fand in insgesamt etwa 900.000 Wahllokalen statt. Der Wahlprozess wurde durch die Indische Wahlkommission (Election Commission of India, ECI) überwacht. Die Stimmenzählung erfolgte wie auch schon 2009 nicht mit Wahlzetteln auf Papier, sondern elektronisch „per Knopfdruck“ mittels Wahlgeräten. Die Namen der Kandidaten waren in den wichtigsten Sprachen und Schriften des jeweiligen Wahlkreises aufgeführt. Zusätzlich waren die Kandidaten auch mit ihrem Parteisymbol (z. B. der Hand für die Kongresspartei oder der Lotusblüte für die BJP) gekennzeichnet, damit auch Lese-Unkundige abstimmen konnten. Der Wähler traf seine Wahl durch Drücken der Taste neben dem Namen und Symbol seines Kandidaten. Erstmals gab es bei der jetzigen Wahl auch eine Auswahltaste „NOTA“ (None of the above, „Keiner der Angegebenen“). Die Wahlmaschinen waren batteriebetrieben, um ein Funktionieren auch im Falle eines Stromausfalls bzw. ohne Stromversorgung zu gewährleisten. Vor dem Einsatz am Wahltag wurden die Wahlmaschinen zufallsgesteuert auf einzelne Wahllokale verteilt und in Gegenwart bzw. von Repräsentanten der wichtigsten politischen Parteien getestet. Diese Testung wurde per Videoüberwachungsanlage (CCTV) registriert. Die Wahlmaschinen wurden danach bis zum Gebrauch versiegelt und mit Seriennummern versehen, wobei die Kandidaten des jeweiligen Wahlkreises auf dem Versiegelungsband unterschrieben.
Ein angeschlossener Zähler außerhalb der Wahlkabine zählte die insgesamt abgegebenen Stimmen. Am Ende des Wahltages wurde der Wahlprozess durch die örtlichen Wahlleiter durch Drücken einer verdeckten Taste beendet. Weitere Stimmabgaben waren danach nicht mehr möglich. Um doppelte Stimmabgaben zusätzlich zu erschweren, wurde ein Finger nach der Stimmabgabe mit Wahltinte markiert.

## Wahltermine
Die Wahltermine wurden durch die Indian Election Commission am 5. März 2014 bekanntgegeben. Die Wahl fand an 9 Tagen, die sich über einen Zeitraum von etwas mehr als einem Monat verteilen, statt. Die finale Stimmenauszählung erfolgte dann am 16. Mai 2014.

Wahltermine nach Wahlkreisen:

| Staaten und Unionsterritorien                     | Wahl- kreise                                      | Wahl- termine                                     | 7. April | 9. April | 10. April | 12. April | 17. April | 24. April | 30. April | 7. Mai | 12. Mai |
| ------------------------------------------------- | ------------------------------------------------- | ------------------------------------------------- | -------- | -------- | --------- | --------- | --------- | --------- | --------- | ------ | ------- |
| Andamanen und Nikobaren                           | 1                                                 | 1                                                 | –        | –        | 1         | –         | –         | –         | –         | –      | –       |
| Andhra Pradesh                                    | 42                                                | 2                                                 | –        | –        | –         | –         | –         | –         | 17        | 25     | –       |
| Arunachal Pradesh                                 | 2                                                 | 1                                                 | –        | 2        | –         | –         | –         | –         | –         | –      | –       |
| Assam                                             | 14                                                | 3                                                 | 5        | –        | –         | 3         | –         | 6         | –         | –      | –       |
| Bihar                                             | 40                                                | 6                                                 | –        | –        | 6         | –         | 7         | 7         | 7         | 7      | 6       |
| Chandigarh                                        | 1                                                 | 1                                                 | –        | –        | 1         | –         | –         | –         | –         | –      | –       |
| Chhattisgarh                                      | 11                                                | 3                                                 | –        | –        | 1         | –         | 3         | 7         | –         | –      | –       |
| Dadra und Nagar Haveli                            | 1                                                 | 1                                                 | –        | –        | –         | –         | –         | –         | 1         | –      | –       |
| Daman und Diu                                     | 1                                                 | 1                                                 | –        | –        | –         | –         | –         | –         | 1         | –      | –       |
| Delhi                                             | 7                                                 | 1                                                 | –        | –        | 7         | –         | –         | –         | –         | –      | –       |
| Goa                                               | 2                                                 | 1                                                 | –        | –        | –         | 2         | –         | –         | –         | –      | –       |
| Gujarat                                           | 26                                                | 1                                                 | –        | –        | –         | –         | –         | –         | 26        | –      | –       |
| Haryana                                           | 10                                                | 1                                                 | –        | –        | 10        | –         | –         | –         | –         | –      | –       |
| Himachal Pradesh                                  | 4                                                 | 1                                                 | –        | –        | –         | –         | –         | –         | –         | 4      | –       |
| Jammu und Kashmir                                 | 6                                                 | 5                                                 | –        | –        | 1         | –         | 1         | 1         | 1         | 2      | –       |
| Jharkhand                                         | 14                                                | 3                                                 | –        | –        | 4         | –         | 6         | 4         | –         | –      | –       |
| Karnataka                                         | 28                                                | 1                                                 | –        | –        | –         | –         | 28        | –         | –         | –      | –       |
| Kerala                                            | 20                                                | 1                                                 | –        | –        | 20        | –         | –         | –         | –         | –      | –       |
| Lakshadweep                                       | 1                                                 | 1                                                 | –        | –        | 1         | –         | –         | –         | –         | –      | –       |
| Madhya Pradesh                                    | 29                                                | 3                                                 | –        | –        | 9         | –         | 10        | 10        | –         | –      | –       |
| Maharashtra                                       | 48                                                | 3                                                 | –        | –        | 10        | –         | 19        | 19        | –         | –      | –       |
| Manipur                                           | 2                                                 | 2                                                 | –        | 1        | –         | –         | 1         | –         | –         | –      | –       |
| Meghalaya                                         | 2                                                 | 1                                                 | –        | 2        | –         | –         | –         | –         | –         | –      | –       |
| Mizoram                                           | 1                                                 | 1                                                 | –        | (1)#     | –         | –         | –         | –         | –         | –      | –       |
| Nagaland                                          | 1                                                 | 1                                                 | –        | 1        | –         | –         | –         | –         | –         | –      | –       |
| Odisha                                            | 21                                                | 2                                                 | –        | –        | 10        | –         | 11        | –         | –         | –      | –       |
| Puducherry                                        | 1                                                 | 1                                                 | –        | –        | –         | –         | –         | 1         | –         | –      | –       |
| Punjab                                            | 13                                                | 1                                                 | –        | –        | –         | –         | –         | –         | 13        | –      | –       |
| Rajasthan                                         | 25                                                | 2                                                 | –        | –        | –         | –         | 20        | 5         | –         | –      | –       |
| Sikkim                                            | 1                                                 | 1                                                 | –        | –        | –         | 1         | –         | –         | –         | –      | –       |
| Tamil Nadu                                        | 39                                                | 1                                                 | –        | –        | –         | –         | –         | 39        | –         | –      | –       |
| Tripura                                           | 2                                                 | 2                                                 | 1        | –        | –         | 1         | –         | –         | –         | –      | –       |
| Uttar Pradesh                                     | 80                                                | 6                                                 | –        | –        | 10        | –         | 11        | 12        | 14        | 15     | 18      |
| Uttarakhand                                       | 5                                                 | 1                                                 | –        | –        | –         | –         | –         | –         | –         | 5      | –       |
| Westbengalen                                      | 42                                                | 5                                                 | –        | –        | –         | –         | 4         | 6         | 9         | 6      | 17      |
| Wahlkreise gesamt                                 | 543                                               | –                                                 | 6        | 6+(1)#   | 91        | 7         | 121       | 117       | 89        | 64     | 41      |
| Staaten/Unionsterritorien, in denen gewählt wurde | Staaten/Unionsterritorien, in denen gewählt wurde | Staaten/Unionsterritorien, in denen gewählt wurde | 2        | 4+(1)#   | 13        | 4         | 12        | 12        | 9         | 7      | 3       |
| Quelle: Election Commission of India              |                                                   |                                                   |          |          |           |           |           |           |           |        |         |

# Die Wahl in Mizoram wurde vom 9. April auf den 11. April 2014 verschoben.

## Verlauf der Wahl
Bis zum 12. April 2014 verliefen die Wahlen weitgehend planmäßig. Am 12. April 2014 ereignete sich ein Anschlag von Naxaliten auf Wahlhelfer und Polizei im Bundesstaat Chhattisgarh, der 12 Todesopfer forderte. Am 24. April 2014 forderte ein Naxaliten-Bombenanschlag auf einen Bus mit Polizeikräften und Wahlhelfern im östlichen Chhattisgarh acht Todesopfer und in Kaschmir wurde ein Wahlhelfer durch Unbekannte erschossen, vier weitere wurden verletzt. Am 30. April 2014 gab Narendra Modi seine Stimme in seinem heimatlichen Wahlkreis Vadodara in Gujarat ab (er kandidierte in zwei Wahlkreisen, ebenfalls in der heiligen Hindu-Stadt Varanasi) und wurde anschließend von der Indischen Wahlkommission beschuldigt, den Wahlcodex gebrochen zu haben, da er anschließend eine kurze politische Rede gehalten und Parteisymbole (die Lotusblüte) gezeigt habe, was nach der Wahlordnung nicht erlaubt ist. Ende April und Anfang Mai 2014 flammten in Assam in der Region Bodoland wieder die seit langem schwelenden ethnischen Konflikte zwischen einheimischen Assamesen sowie indigenen Völkern und zugewanderten, meist muslimischen Bengalen auf und forderten mehr als 30 Todesopfer. Die Kongresspartei und die BJP beschuldigten sich gegenseitig, für das Ausmaß der Gewalttätigkeiten mitverantwortlich zu sein.

## Ergebnisse

Ergebnis der Parlamentswahl nach Wahlkreisen. Die Nummerierung der Wahlkreise entspricht der Nummerierung durch die ECI.
1. National Democratic Alliance
2. United Progressive Alliance
3. Kommunistische Parteien
4. Andere

Mehrheiten in den Bundesstaaten und Unionsterritorien nach Parteienbündnissen bzw. Parteien. In Andhra Pradesh sind die Ergebnisse separat für Telangana und das restliche Andhra Pradesh dargestellt.

Zusammensetzung der neu gewählten Lok Sabha (Farbgebung wie oben), Kleinparteien ohne Farbe sind von der Sitzordnung den Parteien zugeordnet, die sie unterstützen. Zwei Abgeordnete werden durch den Staatspräsidenten ernannt.
1. NDA: 335
2. UPA: 59
3. Alle übrigen: 149
4. Nominierte:

### Gesamtergebnis
Am 16./17. Mai erfolgte die Stimmenauszählung. Dabei ergab sich ein deutlicher Wahlerfolg der Oppositionspartei BJP.
In der folgenden Ergebnistabelle sind nur die Parteien aufgeführt, die entweder mindestens ein Mandat, oder mindestens 500.000 Stimmen erhalten haben.
| Partei                                      | Kürzel              | Stimmen     | Stimmen | Stimmen | Sitze | Sitze | Sitze   |  |
| Partei                                      | Kürzel              | Zahl        | %       | +/-     | Zahl  | +/-   | %       |  |
| ------------------------------------------- | ------------------- | ----------- | ------- | ------- | ----- | ----- | ------- |  |
| Bharatiya Janata Party                      | BJP                 | 171.660.230 | 31,3 %  | ▲12,5 % | 282   | ▲166  | 51,9 %  |  |
| Indischer Nationalkongress                  | INC                 | 106.935.942 | 19,5 %  | ▼9,3 %  | 44    | ▼162  | 8,1 %   |  |
| All India Anna Dravida Munnetra Kazhagam    | AIADMK              | 18.111.579  | 3,3 %   | ▲1,6 %  | 37    | ▲28   | 6,8 %   |  |
| All India Trinamool Congress                | AITC                | 21.262.665  | 3,8 %   | ▲0,6 %  | 34    | ▲15   | 6,3 %   |  |
| Biju Janata Dal                             | BJD                 | 9.489.946   | 1,7 %   | ▲0,1 %  | 20    | ▲6    | 3,7 %   |  |
| Shiv Sena                                   | SHS                 | 10.262.982  | 1,9 %   | ▲0,3 %  | 18    | ▲7    | 3,3 %   |  |
| Telugu Desam Party                          | TDP                 | 14.099.230  | 2,5 %   | ▬       | 16    | ▲10   | 2,9 %   |  |
| Telangana Rashtra Samithi                   | TRS                 | 6.736.270   | 1,2 %   | ▲0,6 %  | 11    | ▲9    | 2,0 %   |  |
| Communist Party of India (Marxist)          | CPM                 | 17.988.955  | 3,3 %   | ▼2,0 %  | 9     | ▼7    | 1,7 %   |  |
| YSR Congress Party                          | YSRCP               | 13.995.435  | 2,5 %   | (neu)   | 9     | (neu) | 1,7 %   |  |
| Nationalist Congress Party                  | NCP                 | 8.635.558   | 1,6 %   | ▼0,4 %  | 6     | ▼3    | 1,1 %   |  |
| Lok Janshakti Party                         | LJP                 | 2.295.929   | 0,4 %   | ▼0,1 %  | 6     | ▲6    | 1,1 %   |  |
| Samajwadi Party                             | SP                  | 18.672.916  | 3,4 %   | ▬       | 5     | ▼18   | 0,9 %   |  |
| Aam Aadmi Party                             | AAP                 | 11.325.387  | 2,0 %   | (neu)   | 4     | (neu) | 0,7 %   |  |
| Rashtriya Janata Dal                        | RJD                 | 7.437.464   | 1,3 %   | ▬       | 4     | ▬     | 0,7 %   |  |
| Shiromani Akali Dal                         | SAD                 | 3.636.148   | 0,7 %   | ▼0,3 %  | 4     | ▬     | 0,7 %   |  |
| All India United Democratic Front           | AIUDF               | 2.237.612   | 0,4 %   | ▼0,1 %  | 3     | ▲2    | 0,6 %   |  |
| Rashtriya Lok Samta Party                   | RLSP                | 1.078.473   | 0,2 %   | (neu)   | 3     | (neu) | 0,6 %   |  |
| Jammu and Kashmir People’s Democratic Party | JKPDP               | 732.644     | 0,1 %   | ▬       | 3     | ▲3    | 0,6 %   |  |
| Janata Dal (United)                         | JD(U)               | 5.992.281   | 1,1 %   | ▼0,4 %  | 2     | ▼18   | 0,4 %   |  |
| Janata Dal (Secular)                        | JD(S)               | 3.731.481   | 0,7 %   | ▼0,1 %  | 2     | ▼1    | 0,4 %   |  |
| Indian National Lok Dal                     | INLD                | 2.799.899   | 0,5 %   | ▲0,2 %  | 2     | ▲2    | 0,4 %   |  |
| Jharkhand Mukti Morcha                      | JMM                 | 1.637.994   | 0,3 %   | ▼0,1 %  | 2     | ▬     | 0,4 %   |  |
| Indian Union Muslim League                  | MUL                 | 1.100.096   | 0,2 %   | ▬       | 2     | ▬     | 0,4 %   |  |
| Apna Dal                                    | AD                  | 821.820     | 0,1 %   | ▬       | 2     | ▲2    | 0,4 %   |  |
| Communist Party of India                    | CPI                 | 4.327.460   | 0,8 %   | ▼0,6 %  | 1     | ▼3    | 0,2 %   |  |
| Pattali Makkal Katchi                       | PMK                 | 1.827.566   | 0,3 %   | ▼0,2 %  | 1     | ▲1    | 0,2 %   |  |
| Revolutionary Socialist Party               | RSP                 | 1.666.380   | 0,3 %   | ▼0,1 %  | 1     | ▼1    | 0,2 %   |  |
| Swabhimani Paksha                           | SWP                 | 1.105.073   | 0,2 %   | ▲0,1 %  | 1     | ▬     | 0,2 %   |  |
| Naga People’s Front                         | NPF                 | 994.505     | 0,2 %   | ▬       | 1     | ▬     | 0,2 %   |  |
| All India Majlis-e-Ittehadul Muslimeen      | AIMIM               | 685.730     | 0,1 %   | ▬       | 1     | ▬     | 0,2 %   |  |
| National People’s Party                     | NPP                 | 576.448     | 0,1 %   | (neu)   | 1     | (neu) | 0,2 %   |  |
| Kerala Congress (M)                         | KEC(M)              | 424.194     | 0,1 %   | ▬       | 1     | ▬     | 0,2 %   |  |
| All India N. R. Congress                    | AINRC               | 255.826     | 0,1 %   | (neu)   | 1     | (neu) | 0,2 %   |  |
| Sikkim Democratic Front                     | SDF                 | 163.698     | < 0,1 % | ▬       | 1     | ▬     | 0,2 %   |  |
| Bahujan Samaj Party                         | BSP                 | 22.946.346  | 4,2 %   | ▼2,0 %  | 0     | ▼21   | 0,0 %   |  |
| Dravida Munnetra Kazhagam                   | DMK                 | 9.631.246   | 1,7 %   | ▼0,1 %  | 0     | ▼18   | 0,0 %   |  |
| Desiya Murpokku Dravida Kazhagam            | DMDK                | 2.078.843   | 0,4 %   | ▼0,4 %  | 0     | ▬     | 0,0 %   |  |
| Jharkhand Vikas Morcha (Prajatantrik)       | JVM                 | 1.567.655   | 0,3 %   | ▲0,1 %  | 0     | ▼1    | 0,0 %   |  |
| Marumalarchi Dravida Munnetra Kazhagam      | MDMK                | 1.417.535   | 0,4 %   | ▲0,1 %  | 0     | ▼1    | 0,0 %   |  |
| All India Forward Bloc                      | AIFB                | 1.211.418   | 0,2 %   | ▼0,1 %  | 0     | ▼2    | 0,0 %   |  |
| Communist Party (ML) Liberation             | CPI(ML)L            | 1.007.274   | 0,2 %   | ▬       | 0     | ▬     | 0,0 %   |  |
| Bahujan Mukti Party                         | BMP                 | 791.951     | 0,1 %   | (neu)   | 0     | (neu) | 0,0 %   |  |
| Rashtriya Lok Dal                           | RLD                 | 696.918     | 0,1 %   | ▼0,3 %  | 0     | ▼5    | 0,0 %   |  |
| Asom Gana Parishad                          | AGP                 | 577.730     | 0,1 %   | ▼0,1 %  | 0     | ▼1    | 0,0 %   |  |
| Viduthalai Chiruthaigal Katchi              | VCK                 | 606.110     | 0,1 %   | ▼0,1 %  | 0     | ▼1    | 0,0 %   |  |
| Socialist Unity Centre of India (Communist) | SUCI(C)             | 520.972     | 0,1 %   | ▼0,1 %  | 0     | ▼1    | 0,0 %   |  |
| Peace Party                                 | PP                  | 518.724     | 0,1 %   | ▬       | 0     | ▬     | 0,0 %   |  |
| Unabhängige                                 | Unab.               | 16.737.720  | 3,0 %   | ▼2,2 %  | 3     | ▼6    | 0,6 %   |  |
| None of the above                           | NOTA                | 6.002.942   | 1,1 %   | (neu)   | –     | (neu) | 0,0 %   |  |
| Gültige Stimmen                             | Gültige Stimmen     | 547.800.004 | 100,0 % | ▬       | 543   | ▬     | 100,0 % |  |
| Ungültige Stimmen                           | Ungültige Stimmen   | 6.375.251   | 1,15 %  |         |       |       |         |  |
| Stimmen insgesamt                           | Stimmen insgesamt   | 554.175.255 | 66,44 % |         |       |       |         |  |
| Registrierte Wähler                         | Registrierte Wähler | 834.082.814 |         |         |       |       |         |  |
| Quelle: Election Commission of India        |                     |             |         |         |       |       |         |  |

### Ergebnisse nach Bundesstaaten und Unionsterritorien
In der folgenden Tabelle sind Telangana und das restliche Andhra Pradesh separat aufgeführt.
| Bundesstaat             | Sitze | Kommunist. Parteien | UPA                | NDA                 | Andere                |
| ----------------------- | ----- | ------------------- | ------------------ | ------------------- | --------------------- |
| Andamanen und Nikobaren | 1     |                     |                    | BJP 1               |                       |
| Andhra Pradesh          | 25    |                     |                    | TDP 15 BJP 2        | YSRCP 8               |
| Arunachal Pradesh       | 2     |                     | INC 1              | BJP 1               |                       |
| Assam                   | 14    |                     | INC 3              | BJP 7               | AIUDF 3 Unab. 1       |
| Bihar                   | 40    |                     | RJD 4 INC 2 NCP 1  | BJP 22 LJP 6 RLSP 3 | JD(U) 2               |
| Chandigarh              | 1     |                     |                    | BJP 1               |                       |
| Chhattisgarh            | 11    |                     | INC 1              | BJP 10              |                       |
| Dadra und Nagar Haveli  | 1     |                     |                    | BJP 1               |                       |
| Daman und Diu           | 1     |                     |                    | BJP 1               |                       |
| Delhi                   | 7     |                     |                    | BJP 7               |                       |
| Goa                     | 2     |                     |                    | BJP 2               |                       |
| Gujarat                 | 26    |                     |                    | BJP 26              |                       |
| Haryana                 | 10    |                     | INC 1              | BJP 7               | INLD 2                |
| Himachal Pradesh        | 4     |                     |                    | BJP 4               |                       |
| Jammu und Kashmir       | 6     |                     |                    | BJP 3               | JKPDP 3               |
| Jharkhand               | 14    |                     | JMM 2              | BJP 12              |                       |
| Karnataka               | 28    |                     | INC 9              | BJP 17              | JD(S) 2               |
| Kerala                  | 20    | CPM 5 CPI 1         | INC 8 MUL 2 KECM 1 |                     | Unab. 2 RSP 1         |
| Lakshadweep             | 1     |                     | NCP 1              |                     |                       |
| Madhya Pradesh          | 29    |                     | INC 2              | BJP 27              |                       |
| Maharashtra             | 48    |                     | NCP 4 INC 2        | BJP 23 SS 18 SWP 1  |                       |
| Manipur                 | 2     |                     | INC 2              |                     |                       |
| Meghalaya               | 2     |                     | INC 1              | NPP 1               |                       |
| Mizoram                 | 1     |                     | INC 1              |                     |                       |
| Nagaland                | 1     |                     |                    | NPF 1               |                       |
| Odisha                  | 21    |                     |                    | BJP 1               | BJD 20                |
| Punjab                  | 13    |                     | INC 3              | SAD 4 BJP 2         | AAP 4                 |
| Puducherry              | 1     |                     |                    | AINRC 1             |                       |
| Rajasthan               | 25    |                     |                    | BJP 25              |                       |
| Sikkim                  | 1     |                     |                    |                     | SDF 1                 |
| Tamil Nadu              | 39    |                     |                    | BJP 1 PMK 1         | AIADMK 37             |
| Telangana               | 17    |                     | INC 2              | TDP 1 BJP 1         | TRS 11 YSRC 1 AIMIM 1 |
| Tripura                 | 2     | CPM 2               |                    |                     |                       |
| Uttarakhand             | 5     |                     |                    | BJP 5               |                       |
| Uttar Pradesh           | 80    |                     | INC 2              | BJP 71 AD 2         | SP 5                  |
| Westbengalen            | 42    | CPM 2               | INC 4              | BJP 2               | AITC 34               |

## Unmittelbare Reaktionen
Premierminister Manmohan Singh gratulierte dem Spitzenkandidaten der BJP Narendra Modi zum Wahlsieg. Der Handel reagierte positiv auf die Wahlergebnisse. Der Kurs der Indischen Rupie stieg deutlich an. Sowohl der Leitindex BSE als auch der NSE-Index stiegen auf ein Rekordhoch.

## Analyse des Wahlergebnisses
Der Wahlausgang war in mehrfacher Hinsicht bemerkenswert. Zwar war ein Sieg der BJP und ihre Koalitionsparteien von allen Wahlbeobachtern prognostiziert worden, jedoch fiel die vielfach beschworene Modi wave noch kräftiger aus als von den meisten erwartet. Die BJP gewann die absolute Mehrheit der Sitze in der Lok Sabha und war damit nicht auf Koalitionspartner angewiesen. Diese Konstellation einer absoluten Mehrheit einer einzigen Partei gab es zuletzt bei der Parlamentswahl 1984. Alle später gebildeten Regierungen waren Koalitionsregierungen oder Minderheitsregierungen, die auf die Unterstützung oder Duldung anderer Parteien angewiesen waren und dementsprechend immer auch eine Vielzahl an Interessengruppen und Partikularinteressen berücksichtigen mussten.
In einigen Bundesstaaten konnte die BJP alle Wahlkreise gewinnen, so z. B. in Rajasthan, Gujarat, Uttarakhand und Himachal Pradesh. Auch im bevölkerungsreichsten Bundesstaat Uttar Pradesh war die BJP sehr erfolgreich und gewann 71 der 80 Wahlkreise. Bei der letzten Wahl 2009 waren es nur 10 gewesen. Die einzigen beiden Wahlkreise, die in Uttar Pradesh an die Kongresspartei fielen, waren die von Sonja und Rahul Gandhi. In Andhra Pradesh wurden ganz überwiegend Regionalparteien (Telugu Desam Party, Telangana Rashtra Samithi und die YSR Congress Party) gewählt, da hier die bevorstehende Teilung des Bundesstaates mit Abtrennung von Telangana dominierendes politisches Thema war. Bemerkenswert war auch der Erfolg des All India Trinamool Congress in Westbengalen, der 34 der dortigen 42 Wahlkreise erobern konnte. Die einst in Westbengalen dominierende Kommunistische Partei (Marxisten), die jahrzehntelang den Bundesstaat regiert hatte, konnte nur noch zwei westbengalische Wahlkreise gewinnen. Insgesamt setzte sich auch landesweit der Abwärtstrend der Linksparteien, der schon in der Parlamentswahl 2009 deutlich geworden war, weiter fort. In Tamil Nadu gelang es der All India Anna Dravida Munnetra Kazhagam (AIADMK), alle anderen Tamilenparteien auf die hinteren Plätze zu verweisen, und die AIADMK gewann dort 37 der 39 Wahlkreise. Die Anti-Korruptionspartei Aam Aadmi Party wurde als landesweite Massenpartei ohne ausgeprägte regionale Schwerpunkte durch das Mehrheitswahlrecht benachteiligt, konnte aber im Punjab insgesamt vier Wahlkreise gewinnen.

## Nach der Wahl

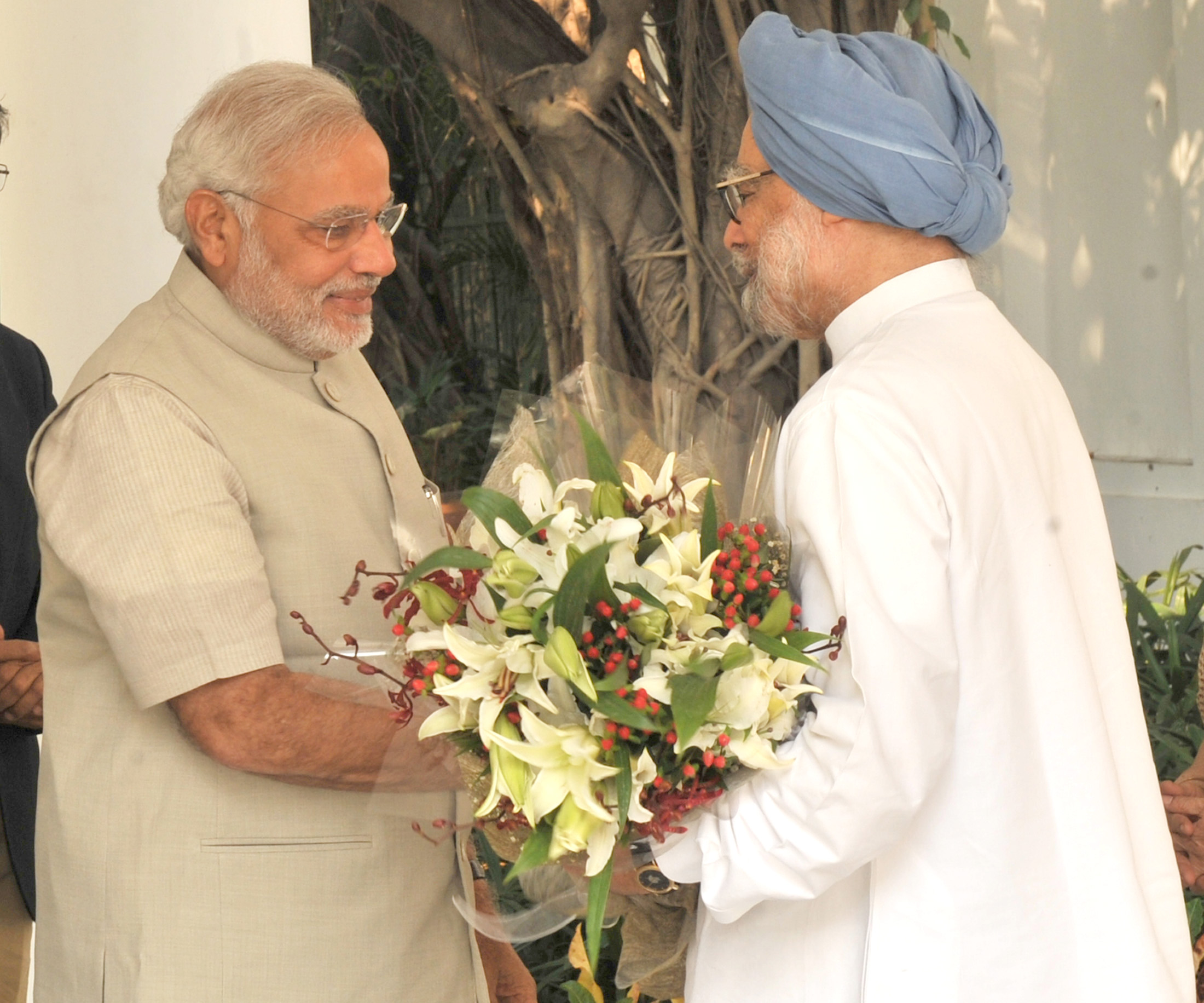
Der neue und der alte Premierminister am 30. Mai 2014

Am 17. Mai reichte der alte Premierminister Manmohan Singh bei Präsident Pranab Mukherjee sein Rücktrittsgesuch ein. Er verblieb jedoch noch einige Tage bis zum Amtsantritt der neuen Regierung im Amt. Am 20. Mai 2014 wurde Narendra Modi zum Führer der Parlamentsfraktion der BJP gewählt. Nach einem Treffen führender BJP-Politiker mit Präsident Mukherjee ernannte dieser Modi am 20. Mai 2014 zum Premierminister und beauftragte ihn mit der Regierungsbildung. Am 26. Mai 2014 leistete Modi in Anwesenheit zahlreicher politischer Repräsentanten aus südasiatischen Ländern seinen Amtseid. Besondere Beachtung wurde dabei dem Umstand geschenkt, dass auch der pakistanische Ministerpräsident Nawaz Sharif dazu eingeladen worden und der Einladung gefolgt war. Am 26. Mai 2014 stellte Modi auch sein Kabinett der Öffentlichkeit vor.